# Christian Lange (Politiker, 1964)

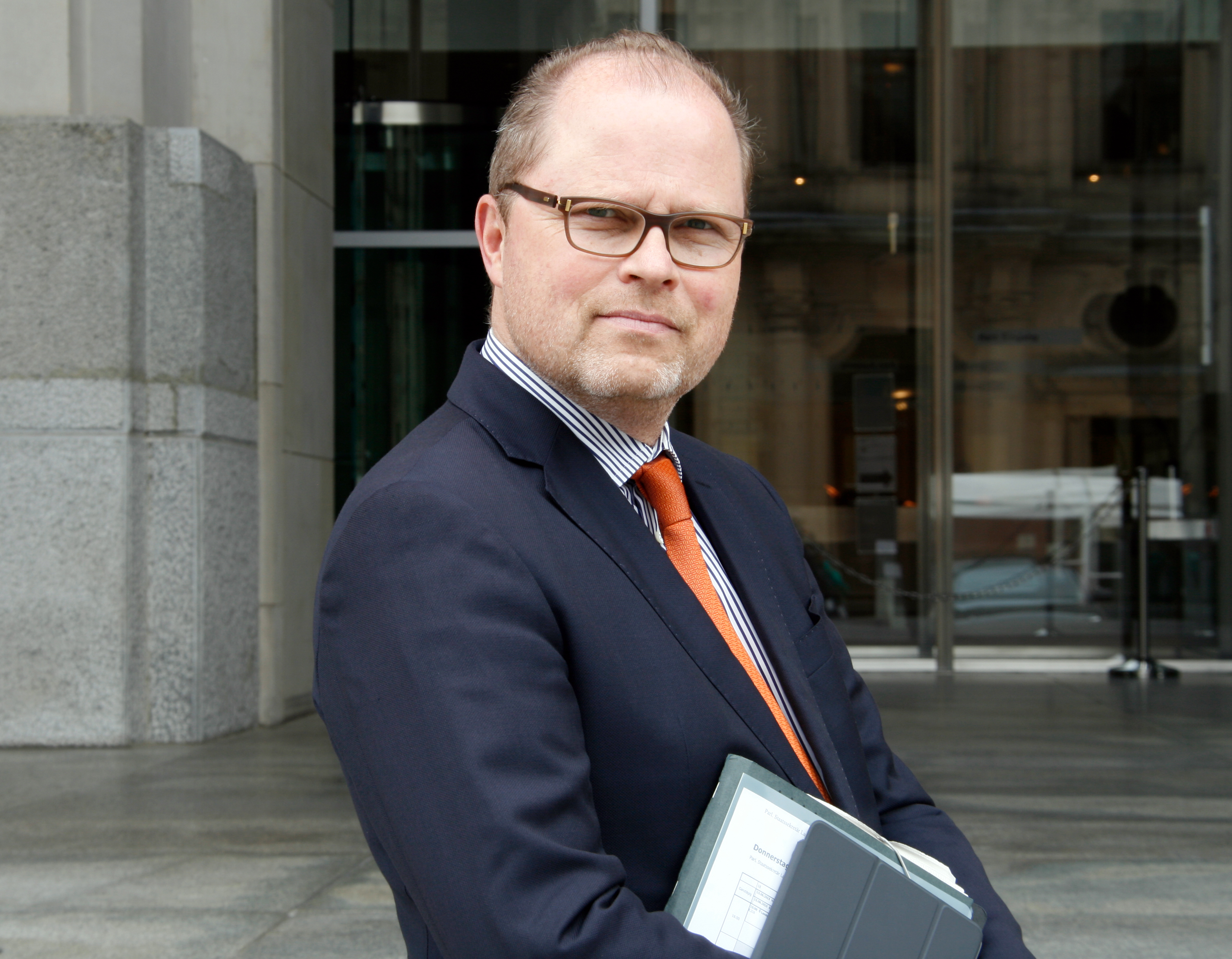
Christian Lange, 2016

Christian Lange (* 27. Februar 1964 in Saarlouis) ist ein deutscher Politiker (SPD) und Jurist. Von 1998 bis 2021 war er Mitglied des Bundestages. Zudem war er von 2013 bis 2021 Parlamentarischer Staatssekretär bei der Bundesministerin der Justiz und für Verbraucherschutz. Seit Januar 2023 ist er Senior Advisor der Roland Berger GmbH.

## Leben und Beruf
Nach dem Abitur im Jahr 1983 in Waiblingen absolvierte Lange ein Studium der Rechtswissenschaften an der Universität Tübingen, das er im Jahr 1989 mit dem Ersten Juristischen Staatsexamen beendete. Er leistete danach bis 1991 seinen Zivildienst und begann anschließend sein Referendariat, das er 1993 mit dem Zweiten Juristischen Staatsexamen abschloss. Von 1993 bis 1998 arbeitete Lange im Wirtschaftsministerium Baden-Württemberg, zunächst als Landesbeauftragter beim Bund und Bundesratsreferent, dann als Referent für Handwerk und Mittelstand. Sein Dienstposten als Oberregierungsrat ruht seit seiner Wahl in den Deutschen Bundestag.

## Partei
Christian Lange trat schon als Schüler im Jahr 1982 in die SPD ein. Er war von 1987 bis 2008 stellvertretender Vorsitzender des SPD-Kreisverbandes Rems-Murr und gehörte von 1991 bis 2013 auch dem Landesvorstand und dem Präsidium der SPD in Baden-Württemberg an.
Im Jahr 1993 kandidierte Lange als Vertreter der undogmatisch-reformsozialistischen Juso-Strömung für das Amt des Bundesvorsitzenden der Jusos, konnte sich jedoch gegen den marxistischen Kandidaten Thomas Westphal nicht durchsetzen. Lange war von 1993 bis 1995 stellvertretender Bundesvorsitzender der Jusos in der SPD.

## Abgeordnetentätigkeit

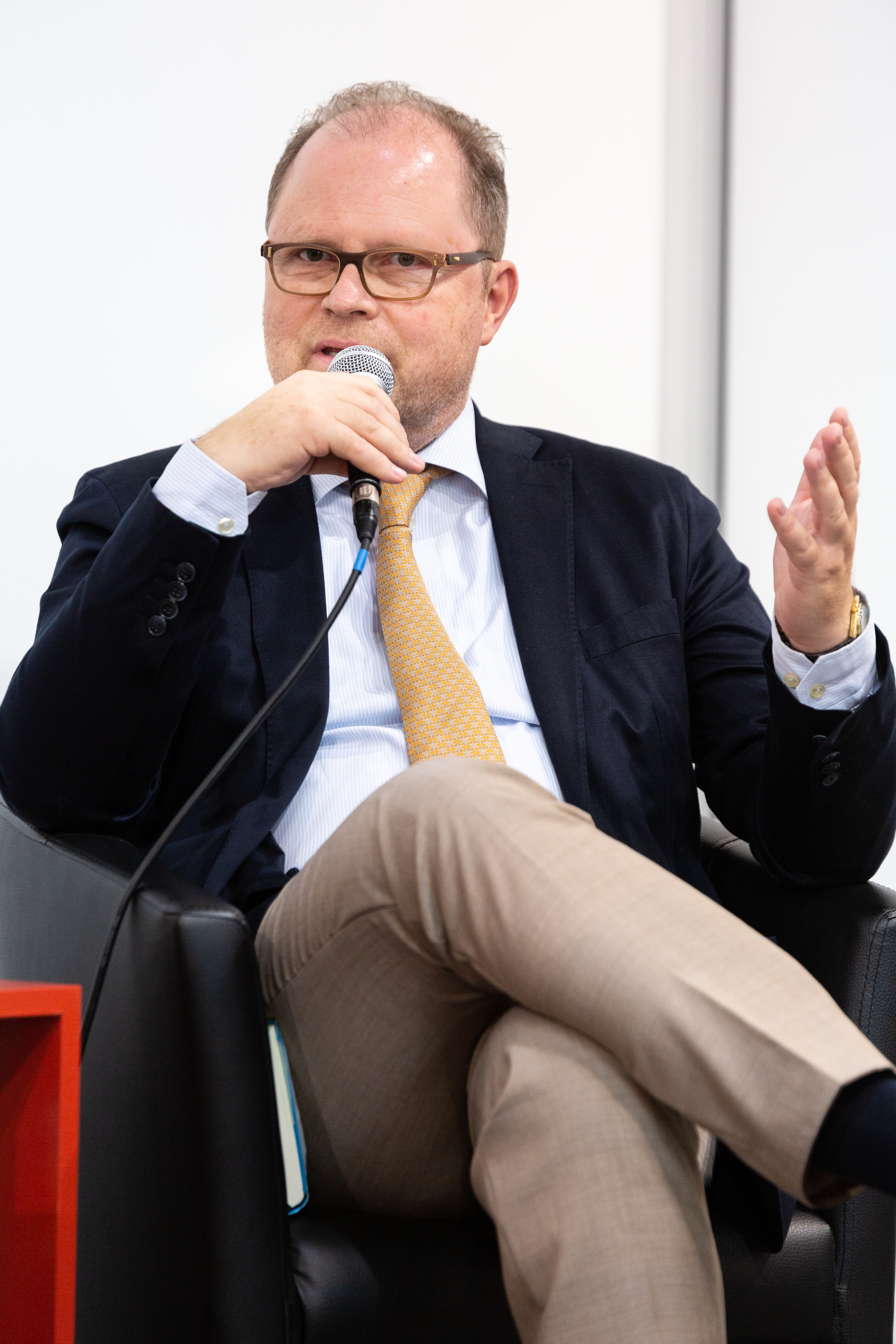
Christian Lange auf der Frankfurter Buchmesse 2018

Von 1989 bis 1999 gehörte Lange dem Ortschaftsrat Hegnach und dem Kreistag des Rems-Murr-Kreises an, von 1996 bis 1999 war er der Vorsitzende seiner Kreistagsfraktion.
In den Jahren 1998 bis 2021 war er Mitglied des Deutschen Bundestages. Hier war er von 2002 bis 2013 Sprecher der Landesgruppe Baden-Württemberg in der SPD-Bundestagsfraktion und von 2002 bis 2013 Sprecher des reformorientierten Netzwerkes Berlin. Von 2005 bis 2007 war er stellvertretender Sprecher der Fraktionsarbeitsgruppe „Wirtschaft und Technologie“ und Obmann der SPD-Fraktion im Unterausschuss „ERP-Wirtschaftspläne“ des Bundestagsausschusses für Wirtschaft und Technologie sowie 2006/2007 Mittelstandsbeauftragten für das Handwerk der SPD-Fraktion. Von 2007 bis 2013 war er Parlamentarischer Geschäftsführer der SPD-Bundestagsfraktion. In den Kabinetten Merkel III und IV war er von 2013 bis 2021 Parlamentarischer Staatssekretär im Bundesministerium der Justiz und für Verbraucherschutz. Nachdem er schon seit 1998 stellvertretender Vorsitzender war, war er ab 2002 bis 2018 Vorsitzender der Deutsch-Portugiesischen Parlamentariergruppe und von 2018 bis 2021 Mitglied der Parlamentariergruppe Portugal-Spanien. Von 2006 bis 2021 war er stellvertretender Vorsitzender des Gesprächskreises Israel der SPD-Bundestagsfraktion.
Christian Lange zog stets über die SPD-Landesliste Baden-Württemberg in den Bundestag ein. Sein Wahlkreis war der Wahlkreis Backnang – Schwäbisch Gmünd. Bei der Bundestagswahl 2021 trat er nicht erneut an.

## Mitgliedschaften
Christian Lange war von 2006 bis 2021 Mitglied des Vorstandes der Atlantik-Brücke e. V. und ist seit 2022 stellvertretender Vorsitzender der Stiftung Atlantik-Brücke. Darüber hinaus war er Mitglied des Kuratoriums der Stiftung Bundespräsident-Theodor-Heuss-Haus.
Ende Dezember 2020 verkündete Lange, dass er seine Unterstützung für das Willy-Brandt-Zentrum in Jerusalem, aufgrund eines beschlossenen Antrags der Jusos, welcher sich mit der extremistischen Fatah-Jugend solidarisiert, einstellt.
Lange war evangelischer Konfession. Im Jahre 2025 trat er aus der evangelischen Kirche aus und begründete dies mit der kirchlichen Praxis des Kirchenasyls. Die darin liegende Missachtung rechtsstaatlicher Entscheidungen des Bundesamts für Migration und Flüchtlinge sowie der unabhängigen Gerichte bezeichnete er als „Signal, das ich als Demokrat und Jurist nicht hinnehmen kann“.

## Politische Positionen
Lange warb für mehr Transparenz bei Abgeordnetennebentätigkeiten, Managergehältern und bei ausscheidenden Regierungsmitgliedern. Darüber hinaus sprach Lange sich für das Prinzip der „Gläsernen Taschen“ aus, welches die Offenlegung der Einkünfte von Abgeordneten zum Ziel hat und über die Hintergründe der Diätenentwicklung in Deutschland informieren soll.

### Transparenz bei Abgeordnetennebentätigkeiten
Lange warb für mehr Transparenz bei Nebentätigkeiten von Abgeordneten. Lange selbst legte seit Amtsantritt alle Einkünfte offen. In seiner Amtstätigkeit konnte Lange laut eigener Aussage seine Position mit der Änderung des Abgeordnetengesetzes durchsetzen.

### Transparenz bei Managergehältern
Des Weiteren setzte Lange sich mit dem Gesetz über die Offenlegung der Vorstandsvergütungen erfolgreich dafür ein, dass Managergehälter börsennotierter Unternehmen seit 2005 offengelegt werden müssen. Das Gesetz soll den Anlegerschutz in den Vordergrund stellen und die Aktienkultur in Deutschland dadurch fördern.

### Ehrenkodex für Regierungsmitglieder
Weiterhin engagierte Lange sich für einen Ehrenkodex für ausgeschiedene Mitglieder der Bundesregierung, welche nach ihrer Regierungszeit eine neue berufliche Tätigkeit ausführen. Mit der Änderung des Bundesministergesetzes und des Gesetzes über die Rechtsverhältnisse der Parlamentarischen Staatssekretäre konnten so Regeln für eine Karenzzeit bestimmt werden, um problematischen Interessenverflechtungen und der Beeinflussung von Amtshandlungen durch die Interessen des neuen Arbeitgebers vorzubeugen.

### Strafbarkeit der Abgeordnetenbestechung
Ein weiterer Schwerpunkt von Langes Arbeit bezog sich darauf, die Strafbarkeit der Abgeordnetenbestechung neu zu regeln, um die Voraussetzung dafür zu schaffen, das Übereinkommen zur Korruptionsbekämpfung der Vereinten Nationen zu ratifizieren.

### Korruptionsbekämpfung im Gesundheitswesen
In seiner Zeit als Parlamentarischer Staatssekretär beim Bundesminister der Justiz und für Verbraucherschutz setzte sich Christian Lange auch für die Korruptionsbekämpfung im Gesundheitswesen ein. Mit einem Gesetz zur Bekämpfung von Korruption im Gesundheitswesen soll Bestechung und Bestechlichkeit im deutschen Gesundheitssystem strafrechtlich verfolgt werden.

## Sonstiges Engagement
Lange war Vizepräsident der Deutsch-Israelischen Gesellschaft. Von November 2020 bis Dezember 2022 war Lange Präsident des Kuratoriums der Deutschen Stiftung für Internationale Rechtliche Zusammenarbeit. Langes Engagement richtete sich dabei insbesondere auf den Ausbau rechtsstaatlicher Strukturen in den afrikanischen Partnerländern. So eröffnete er z. B. im Februar 2018 in Tunis das Regionalbüro des IRZ für Nordafrika zusammen mit dem tunesischen Justizminister Mohamed Karim El Jamoussi offiziell. Des Weiteren weihte Lange im November 2015 anlässlich des fünfzigjährigen Jubiläums Deutsch-Israelischer Beziehungen den Wald der SPD, welcher Teil der Initiative zur Bepflanzung und Wiederaufforstung der Wüste Negev in Israel ist, gemeinsam mit Danny Atar vom JNF-KKL (Jüdischer Nationalfonds) ein. Weiterhin war er Kuratoriumsmitglied der Stiftung Bundespräsident-Theodor-Heuss-Haus und Mitglied des Kuratoriums Stiftung Forum Recht. Darüber hinaus war Christian Lange langjähriges Mitglied des ZDF-Fernsehrates und des Kuratoriums Festival Europäische Kirchenmusik in Schwäbisch Gmünd sowie der Kunststiftung Baden-Württemberg und er war Gründer und Mitherausgeber des politischen Zweimonatsmagazins BERLINER REPUBLIK. Seit Januar 2023 ist er für die Roland Berger GmbH tätig.

## Kontroversen
Im Oktober 2019 besuchte Lange das in seinem Wahlkreis ansässige Unternehmen Weleda, welches unter anderem umstrittene anthroposophische Präparate nach homöopathischen Verfahren herstellt. In einem Tweet äußerte er danach, dass Homöopathie „zu einer guten Patientenversorgung“ gehöre. Er wurde daraufhin in den Sozialen Medien massiv kritisiert. So warf ihm unter anderem Kevin Kühnert vor, er positioniere sich „auf eine – für mich und viele andere – unverständliche Art“. Es wäre „zumindest hilfreich, zu erfahren“, auf welcher Grundlage er argumentiere und wie das in Zusammenhang mit dem Besuch dieses privaten Unternehmens stehe.

## Ehrungen
- seit Juli 2013 Träger des Ordens des Infanten Dom Henrique der Portugiesischen Republik[34]
- seit Mai 2022 Träger der Willy-Brandt-Medaille[35]
- seit Dezember 2022 Träger des Verdienstordens der Sozialistischen Republik Vietnam[36]
- seit Juli 2024 Träger des Verdienstkreuzes am Bande des Verdienstordens der Bundesrepublik Deutschland[37]